# Парламентские выборы в Швейцарии (1872)

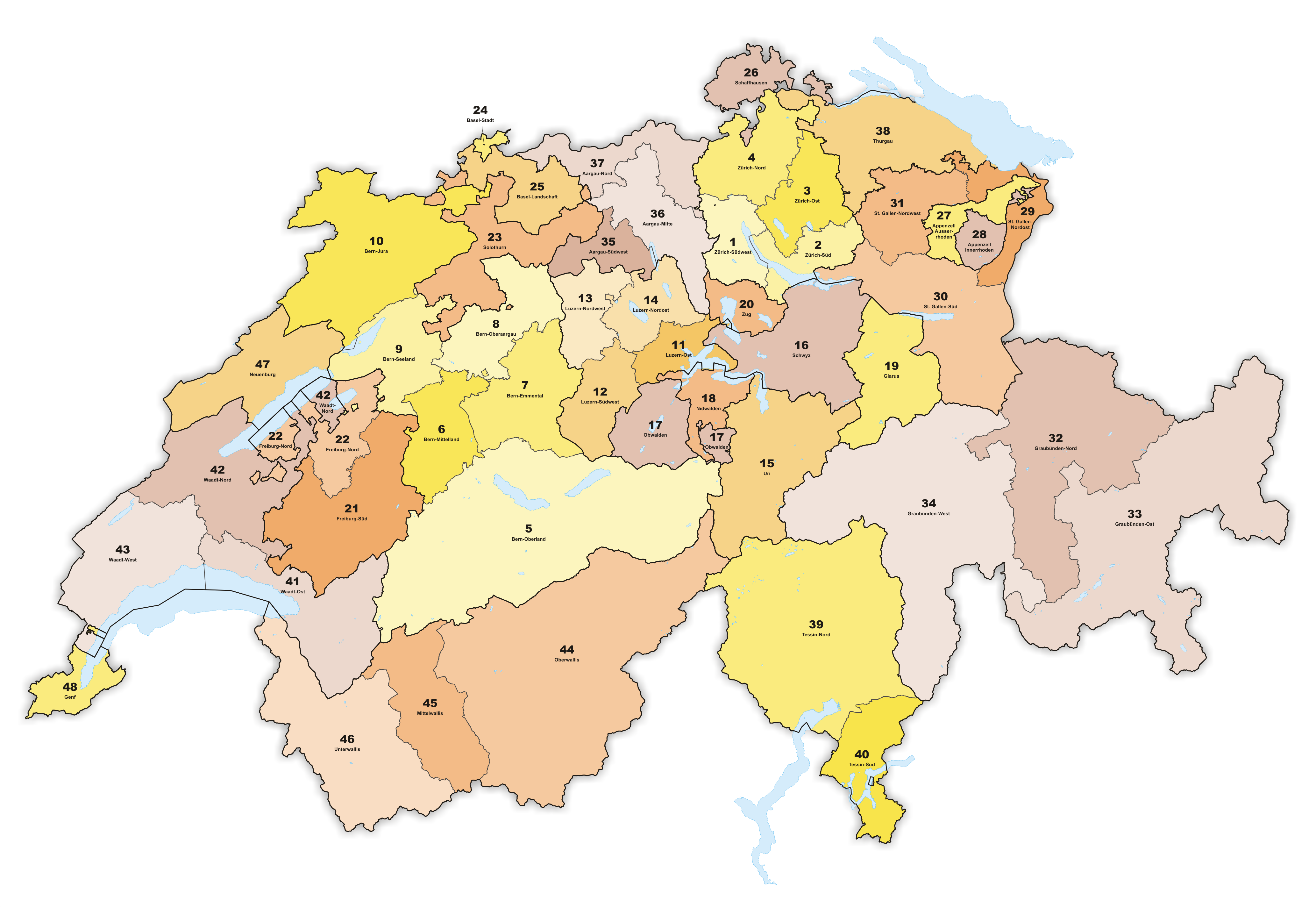
Карта Швейцарии, разделённая на 48 избирательных округов.

Парламентские выборы в Швейцарии проходили 27 октября 1872 года. По сравнению с предыдущими выборами 1869 года Национальный совет был расширен со 128 до 135 мест, а количество избирательных округов увеличилось с 47 до 48. Кантоны Фрибур, Невшатель, Золотурн, Санкт-Галлен и Цюрих получили на одно место больше, а кантон Берн увеличил представительство на 2 места.
Радикально-левая партия осталась крупнейшей парламентской партией, получив 60 из 135 мест Национального совета.

## Избирательная система
135 депутатов Национального совета избирались в 48 одно- и многомандатных округах. Распределение мандатов было пропорционально населению: одно место парламента на 20 тыс. граждан. 
Голосование проводилось по системе в три тура. В первом и втором туре для избрания кандидат должен был набрать абсолютное большинство голосов, в третьем туре достаточно было простого большинства. Каждый последующий тур проводился после исключения кандидата, набравшего наименьшее число голосов. В шести кантонах (Аппенцелль-Иннерроден, Аппенцелль-Аусерроден, Гларус, Нидвальден, Обвальден и Ури), где ранее члены Национального совета избирались кантональными советами, было введено прямое голосование. Таким образом, эти выборы стали первыми, на которых Национальный совет полностью избирался прямым голосованием.
Новый федеральный избирательный закон изменил способ подсчёта голосов: большинство стало рассчитываться только от количества действительных голосов, тогда как раньше в общее количество голосов включались также и недействительные бюллетени.

## Результаты

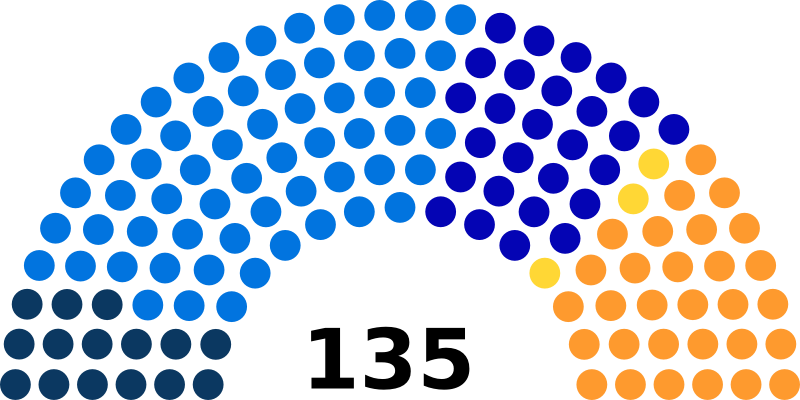
Распределение мест в Национальном совете (1872).

В кантоне Ури была зарегистрирована наивысшая явка 91,3 %, превысившая явку в кантоне с обязательным голосованием Шаффхаузен, где она составила 75,2 %. В кантоне Швиц явка оказалась наименьшей (39,8 %).
|  | Партия                               | Голосов | %    | Мест | +/– |
|  | Радикально-левые                     |         | 35,2 | 60   | +4  |
|  | Католические правые                  |         | 25,6 | 30   | +7  |
|  | Либеральные центристы                |         | 21,1 | 27   | –4  |
|  | Демократическая группа               |         | 12,5 | 15   | 0   |
|  | Правые евангелисты                   |         | 4,1  | 3    | 0   |
|  | Независимые                          |         | 1,5  | 0    | 0   |
|  | Всего                                | 392 843 | 100  | 135  | +7  |
|  | Зарегистрированных избирателей/ Явка | 632 901 | 62,1 | –    | –   |
|  | Источник: BFS                        |         |      |      |     |